# 托波利涅 (博爾赫拉德區)
45°36′55″N 28°37′35″E / 45.61528°N 28.62639°E
托波利內（烏克蘭語：Тополине）是位於烏克蘭西南部的村莊，由敖德萨州博爾赫拉德區的博爾赫拉德市鎮負責管轄。該村始建於1978年，面積0.39平方公里，海拔高度8米，2023年人口400，人口密度每平方公里1,103.36人。